# Sutjeska
Sutjeska (serbiska: Сутјеска, uttal: [sûtjɛska]) är en ort i Serbien. Sutjeska är beläget i kommunen Sečanj i distriktet Mellersta Banatet i den autonoma provinsen Vojvodina.